# Jytte Abildstrøm
Jytte Laila Zabell Abildstrøm, née le 25 mars 1934 à Copenhague et morte le 2 janvier 2025, est une actrice et chanteuse danoise.
Jytte Abildstrøm commence en 1956 une carrière d'actrice. Elle va s'imposer comme l’une des actrices principales danoises des années 1960. Sa carrière commence à s'essouffler au milieu des années 1970 et elle se met à tourner dans des téléfilms ou courts-métrages. Plus tard, elle n'apparaît plus qu’occasionnellement dans des films ou films d'animation auxquels elle prête sa voix.

## Filmographie partielle

### Cinéma
- 1956 : Vi som går stjernevejen
- 1959 : Poeten og Lillemor d'Erik Balling
- 1959 : Helle for Helene
- 1960 : Forelsket i København
- 1964 : Sommer i Tyrol
- 1964 : Fem mand og Rosa
- 1964 : Don Olsen kommer til byen
- 1965 : Sytten
- 1966 : Min søsters børn
- 1966 : Soyas tagsten
- 1967 : Cirkusrevyen 67
- 1967 : Thomas er fredløs
- 1969 : Kameldamen
- 1971 : Bennys badekar de Jannik Hastrup et Flemming Quist Møller (film d'animation)
- 1971 : Revolutionen i vandkanten
- 1974 : Mafiaen - det er osse mig!
- 2000 : Beyond, le secret des abysses (Dykkerne) (voix)

### Télévision
- Jungledyret Hugo
- Jungle Jack
- Jungle Jack 2 : La Star de la Jungle
- Jungle Jack 3

## Distinctions
- Chevalier de l'ordre de Dannebrog (1990)